# Союз русинів-українців Словаччини
Союз русинів-українців Словацької Республіки (СРУСР) — найчисленніша представницька організація українців в Словаччині.
Членська база СРУСР станом на 2017 рік становить приблизно 4 тисяч осіб. Голова СРУСР — Петро Сокол. Об'єднання є постійним організатором художнього читання жінок-декламаторок  «Струни серця» імені Ірини Невицької, фестиваль фольклору в Камйонці, свято культури русинів-українців Словаччини у Свиднику, огляд народних пісень «Маковицька струна» в Бардієві і Пряшеві, фестиваль драми і художнього слова імені Олександра Духновича в Пряшеві і Меджилабірцях.
Друкованим органом СРУСР є газета «Нове життя» (виходить з 1951 року), головний редактор — Мирослав Ілюк. З 1951 року виходить щомісячний журнал для дітей «Веселка» (до 1968 року — під назвою «Піонерська газета»), головним редактором якого є Іван Яцканин.
У суспільному житті Словаччини Союз підтримує ідею єдности русинсько-українського етносу, на противагу організації «Русинська оброда» та Русинській академії на Пряшівщині, які виступають за відокремлення русинів від українців.